# Sargas
Sargas (Théta Scorpii, θ Sco) je dvojhvězda v souhvězdí Štíra. Je asi 300 světelných let daleko. Hlavní hvězda je žlutý obr třídy F0. Menší hvězda je třídy A. Jasnost systému je 1.87.

## Vlastnosti
Hlavní hvězda je 5,7krát hmotnější než Slunce a má 26násobek jeho poloměru. Tato hvězda se rychle otáčí, což má za následek, že má mírně zploštělý tvar. Má teplotu zhruba 7260 kelvinů.